# MACS J1149 Lensed Star 1
MACS J1149 Lensed Star 1, chiamata anche Icarus è una stella supergigante blu facente parte della costellazione del Leone. Distante 9 miliardi di anni luce, fino alla scoperta di Earendel, avvenuta nel marzo 2022, è stata la stella più lontana conosciuta e la sua luce risale a 4,4 miliardi di anni dal Big Bang. È stata scoperta nell'aprile 2018 grazie al fenomeno della lente gravitazionale.